# Sbarramento di Moso
Lo sbarramento di Moso (in tedesco Sperre Moos) è uno sbarramento che fa parte del XIII settore di copertura Venosta, nel Vallo alpino in Alto Adige. Lo sbarramento si trova nel territorio comunale di Moso in Passiria; da qui infatti si può giungere in Austria attraverso il passo del Rombo (Timmelsjoch).

## Storia

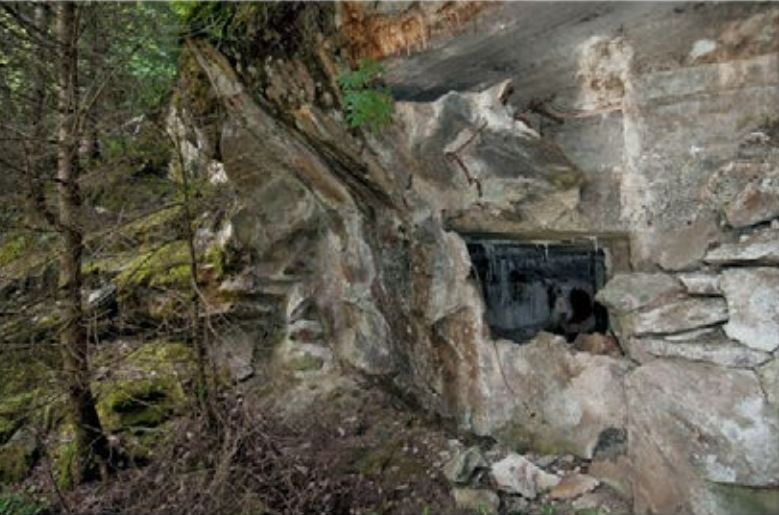
Feritoia dell'opera 2

Lo sbarramento, situato a nord dell'omonimo paese, apparteneva al II sistema difensivo, il quale, appoggiandosi alle pendici del monte Principe (Hoher First) proseguiva a nord-est sul monte Alta Croce (Hohe Kreuzspitze) per poi scendere al passo Giovo.
Al passo Giovo al primi del 1939 era previsto uno sbarramento “a doppio fronte”, che nell'anno successivo avrebbe compreso 29 opere seguenti i dettami della circolare 15000 più un fossato anticarro. Nel 1941 questo sbarramento venne considerato “una falla importante” nel II sistema difensivo in quanto esso non era ancora in progetto, ma i lavori che seguirono non andarono oltre lo scavo delle sedi di 4 opere il calcestruzzo.
In base al progetto del giugno 1939 vennero costruite 2 opere che seguivano i dettami della circolare 7000 e precisamente:
- Opera 1: appostamento in calcestruzzo, resistente ai piccoli calibri, con 2 mitragliatrici e 1 pezzo anticarro con il compito di battere la rotabile militare proveniente dal passo del Rombo.
- Opera 2: appostamento in roccia con 2 mitragliatrici per battere il fondo valle.

Data l'asprezza dei versanti della valle, percorribile con difficoltà anche dalle truppe a piedi, non fu ritenuta necessaria la costruzione di altre opere. Con l'introduzione della circolare 15000, nel 1940 si progettò un'estensione dello sbarramento per un totale di 11 opere, oltre alla sistemazione (mai realizzata) del passo del Rombo dove esistevano, in costruzione, 3 casermette difensive e opere campali.
A Moso oltre alle opere già costruite solo 2 vennero ultimate negli scavi e colate di calcestruzzo (opera 2 e 3), 2 rimasero a livello di scavo (opera 4 e 6) e le rimanenti restarono un progetto.
L'opera 4 doveva ospitare una batteria da 75/27 in casamatta di calcestruzzo, con il compito di battere la rotabile, lungo la quale erano previste due interruzioni anticarro: la prima al ponte sul rio Valbianca (Weißental-Bach) di fronte all'opera 1, la seconda presso la frana di Monteganda (Ganderberg) con lo scopo di far franare un tratto di strada (all'incirca 50 metri), rendendo oltremodo difficile l'avanzata del nemico.

## Tabella delle opere dello sbarramento
|         | Tipo           | Fuc. MTR | MTR | Cann A.C. | Cannoni 75/27 | Osserv. | Mortai | Note             |
| ------- | -------------- | -------- | --- | --------- | ------------- | ------- | ------ | ---------------- |
| Opera 1 | Piccola CLS    | -        | 2   | 1         | -             | -       |        |                  |
| Opera 2 | Grande RCC/CLS | -        | 5   | 1         | -             | 1/c     | 2      |                  |
| Opera 3 | Media RCC/CLS  | -        | 3   | -         | -             | -       | 2      |                  |
| Opera 4 | Grande CAV     | -        | 1   | -         | 2             | -       |        | Comando sbarram. |
| Opera 5 | Piccola CAV    | -        | 2   | -         | -             | -       |        |                  |
| Opera 6 | Media CAV      | -        | 4   | -         | -             | -       |        |                  |
| Totale  | 6              | 0        | 17  | 2         | 2             | 1       | 4      |                  |